# Charles-François Dorlodot
Pour les articles homonymes, voir Dorlodot.
Charles-François d'Orlodot d'Armont, dit Charles-François Dorlodot, né le 17 septembre 1756 à Lachalade et mort le 3 janvier 1816 à Besançon, est un homme d'Église français, évêque constitutionnel de Mayenne de 1799 à 1801.

## Biographie
Né le 17 septembre 1756 à Four-de-Paris, verrerie de la paroisse de Lachalade (Meuse), et baptisé le 20 septembre à Vienne-le-Château, il était le fils de Gabriel d'Orlodot d'Armont, gentilhomme verrier, et de Marie-Prudente de Bonnay de Malberck.
Il fit avec apparat, devant la Société populaire de Laval, le sacrifice de ses prétentions nobiliaires et modifia l'orthographe de son nom.

### De Reims à Saint-Vénérand de Laval
Ses premières fonctions ecclésiastiques l'attachèrent au diocèse de Reims, où il avait fait ses études, puis il passa en 1785 à la cure d'Authon, dans le Perche. Ses paroissiens le nommèrent maire en 1790. Au Mans, où il assistait à l'assemblée électorale, il avait capté la confiance d'un des députés lavallois, qui se souvint de lui et lui procura la cure de l'Église Saint-Vénérand de Laval. À partir du 17 avril 1791, tous les actes y sont rédigés par lui, même quand les fonctions ont été faites par l'un se ses vicaires. Il logeait dans la rue Sainte-Anne, et la municipalité fut invitée à lui procurer quelques secours pour les réparations de son logement. Au mois de février 1794, son église étant fermée comme toutes les autres, on lui procura une fonction d'officier public pour la rédaction des actes civils détruits par les Vendéens. Mais il jugea prudent de disparaître.
La fin de la Terreur et la pacification de 1795 le ramenèrent près de ses fidèles et il acquit même, par suite de la désertion de Noël-Gabriel-Luce Villar, une situation prédominante dans l'Église constitutionnelle, qui obtint pour l'exercice de son culte le chœur de l'église de la Trinité de Laval, pendant que les catholiques se réunissaient dans la chapelle de Patience. Dès le 21 avril 1795, il revenait dans son église de Saint-Vénérand. Villar restait sourd aux appels de ses fidèles et de son clergé d'assermentés. Dorlodot et quelques prêtres réunis autour de lui déclarèrent, le 11 juillet 1795, qu'ils se proposaient d'exercer le culte catholique, et, après prestation de serment le 16 septembre, fixèrent leur choix sur l'Église Saint-Vénérand. Ils obtinrent enfin, le 3 octobre, une déclaration de l'évêque de la Mayenne (Villar) qui renonçait à ses fonctions, et se constituèrent en "presbytère". Claude Le Coz conféra des pouvoirs de vicaire général à Dorlodot.

### Évêque de Mayenne... pour une douzaine de paroisses
Cette situation se prolongea durant 3 ans, puis on se décida à élire un évêque, et Dorlodot se vit naturellement désigné aux suffrages. Le mode d'élection fut d'une simplicité remarquable. Le résultat fut plus que médiocre, mais on s'en contenta : Dorlodot fut déclaré élu. Le métropolitain de Rennes ratifia cette élection le 6 février 1799, et vint procéder à la consécration le dimanche 29 mars, assisté de deux suffrageants, Lemasle, de Vannes, et Jacob, de Saint-Brieuc. La lettre que l'évêque de la Mayenne écrivit au Souverain Pontife lui demandant « un mot de paix et la bénédiction apostolique », de même que celle qu'il rédigea pour informer les évêques de France de sa nomination « à un diocèse désolé de tous les maux ensemble, presque sans foi, sans morale, sans pasteur », ne parvinrent probablement jamais à leurs destinataires, puisqu'il en soumet encore le texte à Grégoire, son conseiller ordinaire, le 2 août 1799, se plaignant de l'imprimeur, qui ne voulait sans doute pas faire l'avance des frais. Il en fut de même de la lettre pastorale à ses diocésains; L'évêque intrus nomma 4 grands vicaires : Jean-René Cosnard, Lemonnier, Louis-André Morisseau, Louis-Julien Létard ; rédigea de sa main un Ordo habilement calligraphié, mais ne fit ni ordination ni visites pastorales.
À l'occasion du Te Deum demandé par le Premier consul pour la proclamation de la paix dans l'ouest, Dorlodot profita de la circonstance pour faire le 17 février 1800 un appel chaleureux à tous les prêtres catholiques, et les supplier de « se jeter dans ses bras depuis si longtemps ouverts ». L'auteur en vendit ce qu'il put d'exemplaires, « 2, 3 et 4 sous », en envoya à ses curés, les priant de les placer aux mêmes conditions, mais ne recueillit pour tout gain que 2 ripostes : l'une, sarcastique, de René Liger, l'autre, d'un ton sérieux et virulent, d'un curé de campagne. Il ne crut pas séant de répondre; les circonstances, du reste, ne le permettaient plus guère. Le clergé constitutionnel était plus que jamais délaissé ; les prêtres fidèles réclamaient leur église de Saint-Vénérand. Le préfet Harmand lui-même montrait vis-à-vis d'eux un excès de tolérance « qui fait audacieusement triompher nos adversaires », écrit Dorlodot, « en même temps qu'il présente à notre parti les tristes apparences de l'abandon et de la vexation ».
Le mandement de carême de 1801, celui du 30 mars 1801 prescrivant un Te Deum pour la conclusion de la paix, étaient sans écho. La Lettre des évêques, curés et prêtres catholiques de l'arrondissement du nord-ouest, assemblés à Rennes, à leurs frères les prêtres incommunicants de la métropole (18 juin 1801), signée de Dorlodot et de Louis-Julien Létard, qui s'étaient rendus à cette réunion préparatoire au "concile national", ne groupait personne, autour d'un siège que son titulaire lui-même méprisait au point de lui préférer une place de conseiller de préfecture ou de bibliothécaire à l'école centrale.

### Un "reclassement" difficile
L'assemblée des constitutionnels à Paris, dont firent encore partie Létard, comme secrétaire, et son évêque Dorlodot, du 29 juin au 16 août 1801, leur arracha leurs dernières illusions, puisqu'ils surent qu'un concordat était officiellement conclu entre le pape et le gouvernement français. Dorlodot n'eut plus alors qu'un but : la suppression du siège d'évêque de Laval qu'il n'espérait pas occuper, « afin de disputer à l'aristocratie un insolent triomphe ». Il fit paraître encore, comme "évêque démissionnaire de Laval", un mandement de carême pour 1802, et un autre, du 31 mars, pour la conclusion de la paix. Il alla de nouveau solliciter à Paris, apprit la nomination de Michel-Joseph de Pidoll pour l'évêché du Mans, et espéra un instant dans les dispositions de ce prélat qu'un ami de son entourage, lui représentait comme favorables. Mgr de Pidoll vint à Laval le 17 août 1802; il descendit à la préfecture, mais répondit assez sèchement à l'évêque constitutionnel qui lui présentait ses quelques prêtres, qu'il était seulement successeur de Mgr François-Gaspard de Jouffroy de Gonsans.
Dorlodot, ne voulant pas que sa présence à Laval suscitât des difficultés au nouvel évêque, se retira auprès de lui au Mans, où il exerça quelque temps en 1802 les fonctions de grand vicaire, sans que l'amitié du préfet de la Mayenne, M. Harmand, pût le faire agréer du Premier consul, circonvenu par Étienne-Alexandre Bernier. Mgr de Pidoll, malgré les efforts de son grand vicaire Dumouriez et du secrétaire général de la Sarthe, demandait le siège de Sées, puis celui d'Autun pour l'ancien évêque constitutionnel, qui, disait-il, « non seulement est de ma communion, mais encore m'a rendu de grands services dans le travail de la réunion de mon clergé et dans celui de l'organisation d'une partie de mon diocèse. Quoiqu'il me fût très agréable de le conserver auprès de moi, je désirerais qu'il occupât une place distinguée. Ses talents supérieurs, ses lumières, ses vertus et son esprit de modération le rendaient certes très capable de le remplir d'une manière satisfaisante pour le gouvernement, et édifiante pour l'Église.» Il put seulement lui conférer un canonicat, que Dorlodot accepta après l'avoir refusé, mais avec permission de résider à Laval où il devint bibliothécaire et à l'occasion professeur à l'École centrale. Il logeait avec sa sœur, disait la messe dans la chapelle de l'école, ne paraissait en aucune église de la ville, mais gardait toujours dans son costume laïc quelques insignes de prélature. Il avait pris en pension plusieurs élèves renvoyés du collège pour indiscipline et les avait logés au-dessus de la bibliothèque. Les professeurs s'en plaignirent en 1807, 1810; Le préfet fit des observations qui motivèrent la retraite et la démission du bibliothécaire.
Charles-François Dorlodot quitta Laval, alla rejoindre à Besançon Claude Le Coz, son ancien métropolitain de Rennes, qui le prit à l'archevêché. Il ne sortait que pour quelques leçons de grec et d'hébreu. Il mourut un an après son protecteur, le 3 janvier 1816.

## Sources
- « Charles-François Dorlodot », dans Alphonse-Victor Angot et Ferdinand Gaugain, Dictionnaire historique, topographique et biographique de la Mayenne, Laval, A. Goupil, 1900-1910 [détail des éditions] (BNF 34106789, présentation en ligne), t. II, p. 48-49.